# جوديث ناغل
جوديث ناغل (بالإنجليزية: Judy Nagel)‏ (و. 1951  م) هي متزحلقة أمريكية، ولدت في سياتل، شاركت في الألعاب الأولمبية الشتوية 1968.

## روابط خارجية
- جوديث ناغل على موقع الاتحاد الدولي للتزلج (التزلج على المنحدرات الثلجية) (الإنجليزية)
- جوديث ناغل على موقع أوليمبيديا (الإنجليزية)